# Oiasso

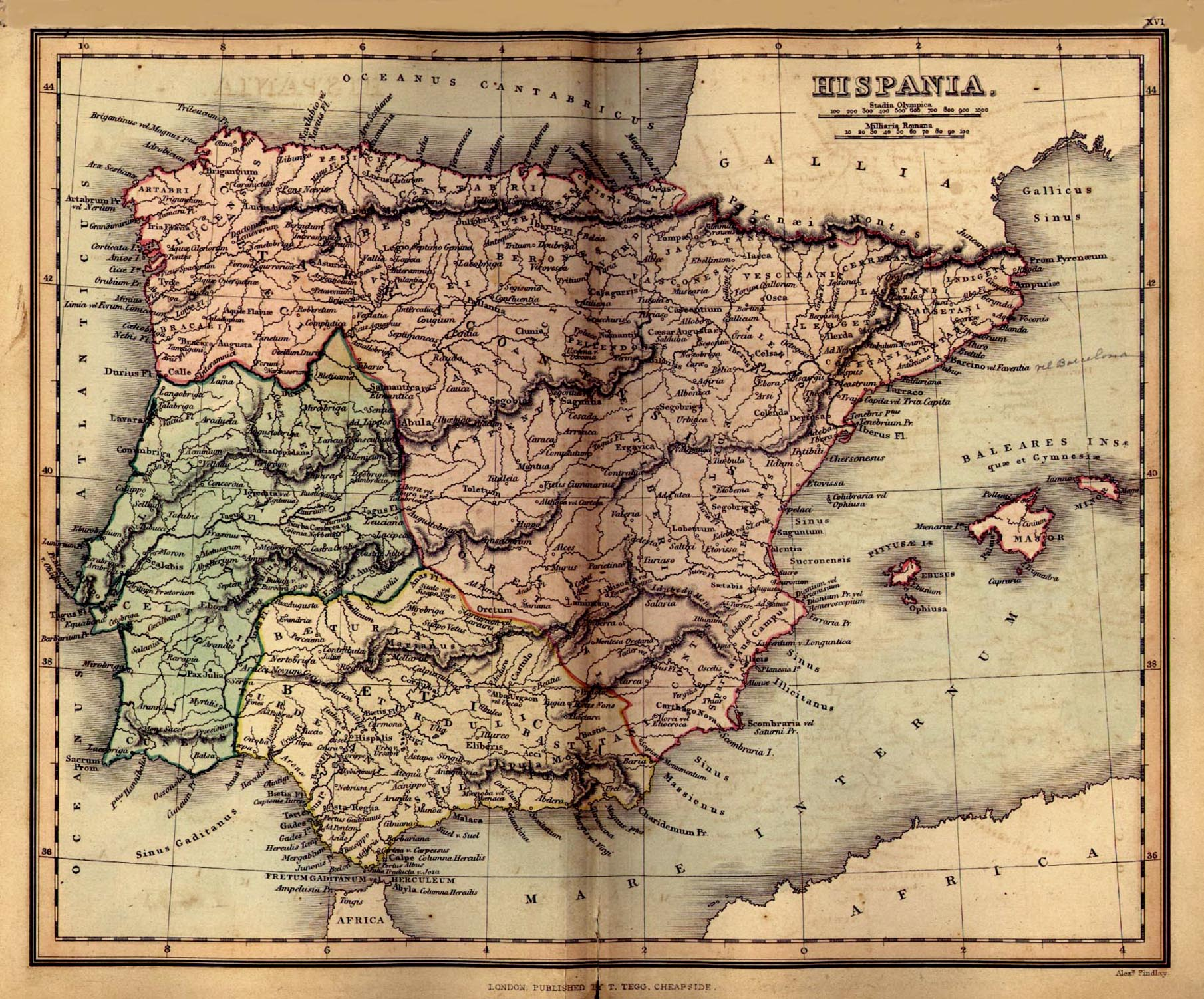
Oiasso se situe à l'extrême sud-ouest de la Gallia (Gaule) sur cette carte de l'Hispanie romaine.

Oiasso est durant l'Antiquité la cité ou civitas portuaire des Vascons, située sur l'embouchure de la rivière Bidassoa, à l'emplacement de la ville moderne d'Irun, dans la communauté autonome du Pays basque en Espagne. Sous l'Empire romain, ce lieu devient un centre important de communication et de commerce du nord de l'Hispanie, appartenant à la province de Tarraconaise. Dans les années 1990, des études archéologiques ont permis une plus grande connaissance du contexte et de la réalité de la cité.
À proximité d'Oiasso, se trouve le complexe minier d'Arditurri, qui fait de la ville le centre du district minier, exploité depuis l'époque romaine et associé au port d'Oiasso, bien qu'il semble que le gisement soit déjà exploité avant l'arrivée de ces derniers. L'exploitation minière est très importante, comme peuvent en témoigner, les vestiges des œuvres d'ingénierie encore existantes. Les mines sont restés en activités jusqu'en 1984, soit pendant une période pratiquement ininterrompue de 2 000 ans. Elles ont permis l'exploitation du minerai d'argent, du fer, du plomb, du zinc, du fluorine et de la sphalérite.

## Histoire

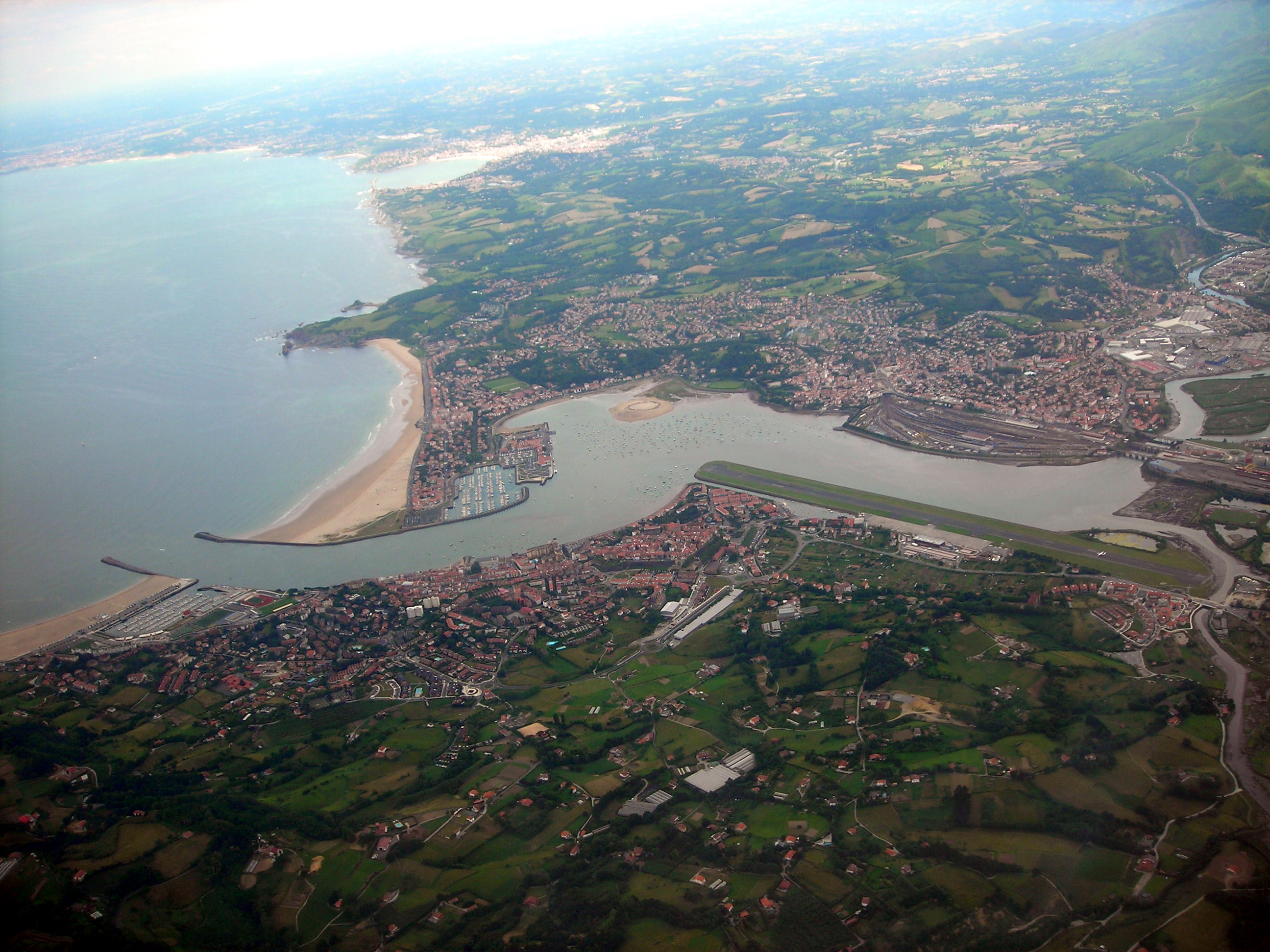
Embouchure de la rivière Bidasoa.

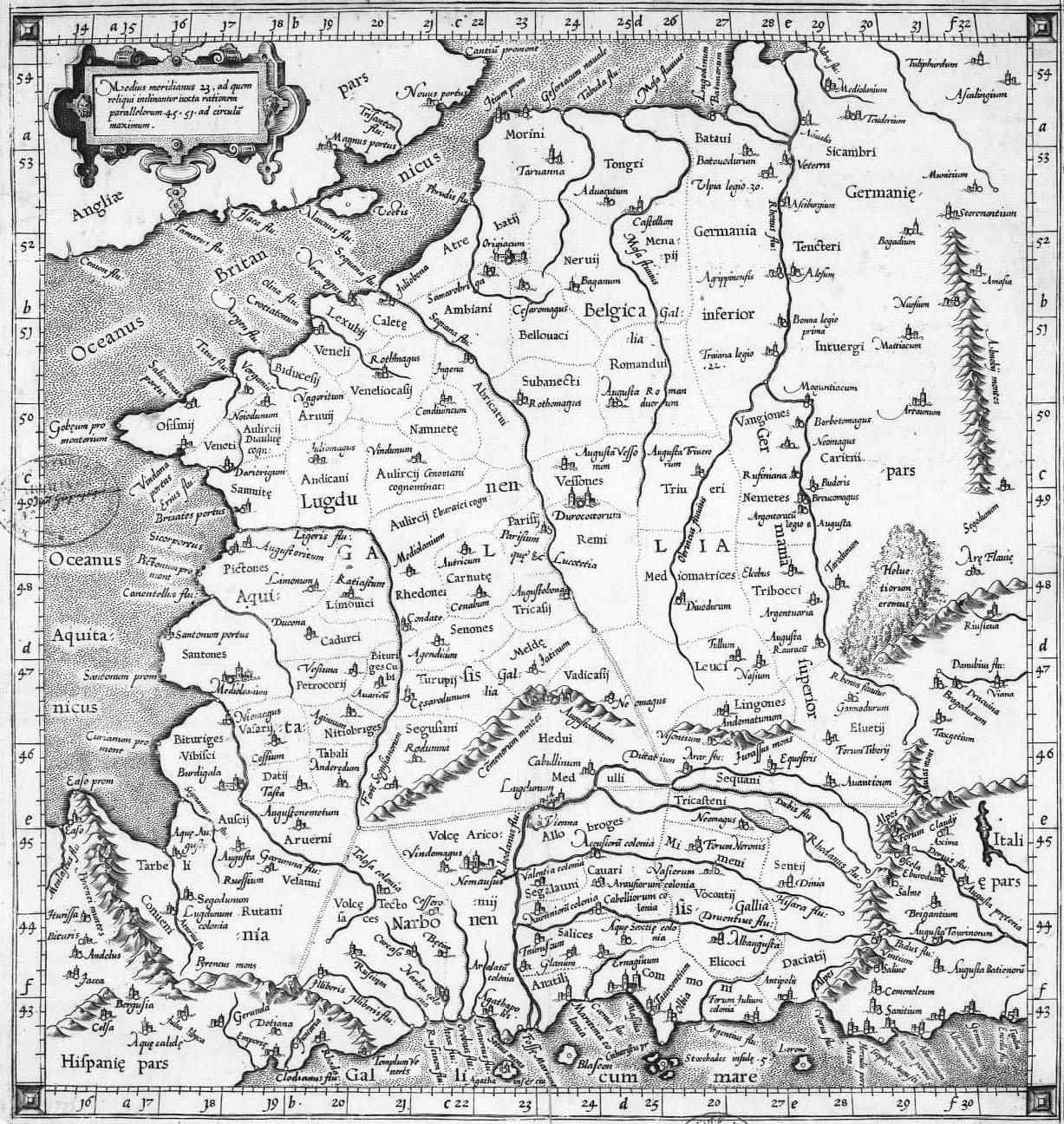
Eaſo et Eaſo prom dans le coin inférieur gauche de cette carte datant de 1578, réalisée à partir de la Gaule de Ptolémée.

Les géographes antiques Pline l'Ancien, Ptolémée et Strabon, citaient déjà la cité vascone d'Oiasso. Pline l'Ancien dans son Naturalis Historia, en reproduisant un texte de 50 av. J.-C., a étendu le territoire des Vascons dans l'extrémité occidentale des Pyrénées jusqu'au lieu d'Oiarso, traditionnellement interprété comme les montagnes d'Oiarzun, et le Golfe de Gascogne comme une aire dominée par Vasconum saltus. Ptolémée, par la suite au IIe siècle, à l'époque impériale, indique deux situations pour Oiasso dans le chapitre 6 et 10 de son livre II de Geographikè Úphégesis : un chapitre sur la cité (en grec : Οίασσώ πόλις) et l'autre pour le « Promontoire d'Oiassó dans les Pyrénées » (en grec : Οίασσώ άκρον Πυρήνης),. À partir de cette évocation et d'une autre citation, Julio Caro Baroja propose d'entendre Oiasso comme un noyau dispersé entre deux centres, la ville et le port.
Oiasso devient un port important de la Mare Externum (mer extérieure), par opposition à la Mare Nostrum ou Mer Méditerranée, à partir de la construction de la route vers Tarraco à la fin du Ier siècle av. J.-C., pour le transport des minerais et le développement du commerce. Cette route traverse la vallée de l'Èbre en passant par Osca et Ilerda. Par Oiasso, elle croise aussi la voie Ab Asturica Burdigalam qui relie Asturica Augusta avec Burdigala, comme Strabon le raconte. La cité appartient au réseau commercial que la République romaine a créé et qui lie les marchés de la partie nord-atlantique entrent eux.

Ce port fait partie d'un réseau de ports à travers toute la côte atlantique, notamment dans le Golfe de Gascogne : Brigantium (La Corogne), Flaviobriga(Castro-Urdiales), Vesperies (probablement Guernica), Menosca (peut-être Getaria), Lapurdum (Bayonne) et Burdigala (Bordeaux).

Le cours de la Bidassoa constitue la frontière entre la Gaule aquitaine et l'Hispanie citérieure. Des vestiges d'un pont ont d'ailleurs été retrouvés et le portorium a également été identifié, il s'agit de la douane où les taxes sont payées. Les taux des taxes est de 2 % pour les produits qui vont en Gaule aquitaine et de 2,5 % pour les produits qui passent en Hispanie citérieure.
Oiasso comprend aussi une composante minière. À quelques kilomètres se trouvent les Peñas de Aya où se situe une importante exploitation minière romaine, d'argent, possédant des galeries d'une longueur de plus de trois kilomètres et qui comprennent un système de drainage sophistiqué, ce qui peut indiquer l'importance de ces dernières et la nécessité d'une structure juridique pour les diriger.

## Archéologie
Depuis 1992, des études archéologiques sur des vestiges antiques ont été réalisés. Ces restes correspondent à un port du Ier siècle et ont été trouvés lors de prospection dans la rue Santiago d'Irun. Auparavant, il avait trouvé sur place la nécropole du cimetière de Santa Elena, datant du Ier siècle et contenant les restes incinérés de récipients en céramique. Des entrepôts, des ateliers et des thermes qui forment une superficie de 12 hectares ont été également retrouvés. Les archéologues estiment que dans les substrats de l'actuelle ville d'Irun, il existe les restes de toutes les constructions caractéristiques d'une cité datant de l'Empire romain avec un théâtre, un amphithéâtre, des temples ou des forums. Ces découvertes sont considérées par quelques spécialistes comme la preuve contre l'image traditionnelle de l'isolement des peuples de Vasconie.
Depuis juillet 2006, un musée à Irun est consacré à la diffusion de l'histoire de Oiasso.

## Annexe

#### Fond primaire
- Pline l'Ancien, Naturalis Historia.

#### Ouvrages
- (es) Iñaki Bazan, De Túbal a Aitor: Historia de Vasconia, Pag. Ed. La esfera de los libros, 2006 (ISBN 84-9734-570-3).
- (es) Julio Caro Baroja, Navarra, Etnología de las Comunidades Autónomas, Madrid, 1996.
- (es) M. Mercedes Urteaga et Xabi Otero, Erromatar garaia, Saint-Sébastien, 2002.

#### Revues
- (es) Alicia Maria Canto y De Gregorio, « La Tierra del Toro: Ensayo de Identificación de Ciudades Vasconas », Archivo español de arquelogia, Universidad Autónoma de Madrid, no 70,‎ 1997, p. 45-46 (lire en ligne, consulté le 9 juillet 2017).
- (es) Francisco Gascue, « La situación de la antigua Oiasso », Revue Internationale des Études Basques, vol. 2, no 3,‎ 1908, p. 456-461 (ISSN 0212-7016, lire en ligne, consulté le 9 juillet 2017).
- (es) Maria Mercedes Urteaga, « El puerto romano de Irun (Gipuzkoa) », Mar Exterior: el Occidente atlántico en época romana, Actas del Congreso Internacional celebrado en Pisa,‎ 2006, p. 87-103.
- (es) Maria Mercedes Urteaga et M. Lorea Amundarain Gangoiti, « Estudio de la cerámica procedente del puerto romano de Irun », Boletín Arkeolan, no 11,‎ 2004, p. 59-96.
- (es) Adolf Schulten (trad. Federico Claus), « Las referencias sobre los Vascones hasta el año 810 después de J.C. », Revue internationale des études basques, vol. 18, no 2,‎ 1927, p. 225-240 (ISSN 0212-7016, lire en ligne, consulté le 9 juillet 2017).